# Гости (телесериал)
«Гости» (чеш. Návštěvníci) — чехословацкий 15-серийный научно-фантастический телесериал 1983 года. Премьера состоялась в субботу 5 ноября 1983 года, производитель — Чехословацкое телевидение совместно с немецкими телерадиокомпаниями Westdeutscher Rundfunk и Bayerischer Rundfunk.

## Сюжет
Действие разворачивается в 2484 году, когда на Земле установились мир и любовь и прекратились все войны. Однако мирному человечеству приходит ужасная новость: суперкомпьютер под названием Центральный Мозг Человечества (ЦМГ), управляющий действиями Земли, сообщает, что через 177 дней с планетой столкнётся комета, которая собьёт Землю с орбиты, и подавляющая часть планеты станет непригодной для жизни. Предотвратить столкновение является невозможным.
Академик Филип (в поздней версии — Рихард) предлагает вариант спасения человечества. Филип считал своим кумиром математика XX и XXI веков Адама Бернау, лауреата Нобелевской премии, который в своих мемуарах писал, что в возрасте 11 лет, учась в пятом классе, нашёл математическую формулу, которая позволяет легко перемещать целые континенты и планеты во Вселенной. Однако в 1984 году в Каменице случился пожар в их семейном доме, и книга с формулой сгорела, а Адам больше не восстанавливал формулы. Хотя человечество не научилось перемещать планеты в XXV веке, оно уже освоило технологию путешествий во времени, которые разрешаются только в крайних случаях. Экспедиция отправляется в прошлое для получения рабочей книги.
В экспедицию отправляются академик Филип, техник Лео Кейн, врач-эпидемиолог Жак Мишель и историк-журналистка Эмилия Фернандес. Группа прибывает в 1984 год в рамках экспедиции «Адам 84 — Экспедиция надежды»: по легенде, они являются геодезистами, которые прокладывают дорогу вокруг Каменице. Однако экспедиция идёт не по плану: из-за ошибки компьютера они приземляются совсем в другом месте, пожарная форма оказывается непригодной, к тому же собственно академик бросает тетрадь в пламя после того, как находит только действия вместо вычислений на первой странице. Экспедиция затягивается намного дольше: путаницы, находки и странное для местных поведение героев оказывают невероятное влияние на городские события, хотя вмешательства в прошлое недопустимы.
Попытки поиска и второй тетради заканчиваются неудачей: будущий математик Бернау оказывается обычным, непослушным мальчиком с такими знаниями, которые, по мнению его отца, не помогут ему стать даже землекопом, поскольку он пишет только формулы с невнятными каракулями, которые непонятны даже учителям. Исключение составляют разве что высшая математика и разговоры с господином Дрхликом — бывшим мастером-строителем, которого Адам называл своим великим учителем, с особым взглядом на мир. У Дрхлика вскоре пропадают деньги — банкноты образца 1884 года, и экспедиция, несмотря на возможность компьютера отправить ему новые деньги, решает, что компьютер свихнулся окончательно и нет смысла искать третью тетрадь, а нужно просто встретить собственную судьбу. Они понимают, что Бернау мог просто нафантазировать всё это, и берут в будущее Дрхлика, который единственный из жителей города догадался, что это — гости из будущего. Экспедиция возвращается в XXV век со множеством экспонатов.
В решающий момент Дрхлик обнаруживает, что компьютер работает неправильно, и решает исправить положение с помощью всего одной деревяшки — только после этого компьютер сообщает, что в вычислениях была ошибка и что никакого столкновения кометы с Землёй не случится.

## В ролях
| Актёр              | Роль                                                 |
| ------------------ | ---------------------------------------------------- |
| Владимир Брабец    | рассказчик                                           |
| Мирослав Моравец   | суперкомпьютер Центральный Мозг Человечества (голос) |
| Йозеф Блаха        | академик Ян Рихард                                   |
| Йозеф Дворжак      | Лео Кейн                                             |
| Иржи Дател Новотны | доктор Жак Мишель                                    |
| Дагмар Патрасова   | журналистка Эмилия Фернандес                         |
| Виктор Крал        | Адам Бернау                                          |
| Дагмар Вешкрнова   | мать Адама Алис Бернауова                            |
| Эвжен Егоров       | отец Адама Карел Бернау                              |
| Властимил Бродский | «великий учитель» Алоис Драхослав Дрхлик             |
| Клара Поллертова   | Али Лабусова                                         |
| Владимир Меншик    | начальник охраны Выскочил                            |
| Иржи Лабус         | сотрудник Службы национальной безопасности           |
| Иржи Цислер        | директор гостиницы Франц                             |
| Йитка Молавцова    | горничная Хели                                       |
| Дана Бартонкова    | врач Ольга                                           |
| Ярослав Розсивал   | главный врач Красер                                  |
| Ян Хартл           | репортёр Петр Малат                                  |
| Иржи Кодет         | карусельщик Эда Нехасил                              |
| Ладка Коздеркова   | жена Эды Мари                                        |
| Лукаш Бех          | сын Эды и Мари                                       |
| Иржи Крампол       | сотрудник автосервиса пан Карлик                     |
| Вацлав Штекл       | мужчина, спасающийся при наводнении                  |
| Хелена Рожичкова   | женщина, спасающаяся при наводнении                  |

## Серии
| № в сезоне       | Название                                           | Режиссёр       | Автор сценария             | Дата премьеры   |
| ---------------- | -------------------------------------------------- | -------------- | -------------------------- | --------------- |
| 1                | «Земля в 2484 году Země roku 2484»                 | Йиндржих Полак | Ота Хофман, Йиндржих Полак | 5 ноября 1983   |
| 2                | «Путешествие в прошлое Výprava do minula»          | Йиндржих Полак | Ота Хофман, Йиндржих Полак | 12 ноября 1983  |
| 3                | «Гости приехали Návštěvníci přicházejí»            | Йиндржих Полак | Ота Хофман, Йиндржих Полак | 19 ноября 1983  |
| 4                | «Действие: тетрадь № 1 Akce: sešit 1.»             | Йиндржих Полак | Ота Хофман, Йиндржих Полак | 26 ноября 1983  |
| 5                | «Главное — скрытность Hlavně nenápadně»            | Йиндржих Полак | Ота Хофман, Йиндржих Полак | 3 декабря 1983  |
| 6                | «Тайна великого учителя Tajemství velkého učitele» | Йиндржих Полак | Ота Хофман, Йиндржих Полак | 10 декабря 1983 |
| 7                | «Полуночная карусель Půlnoční kolotoč»             | Йиндржих Полак | Ота Хофман, Йиндржих Полак | 17 декабря 1983 |
| 8                | «Гений в тюрьме Génius v hladomorně»               | Йиндржих Полак | Ота Хофман, Йиндржих Полак | 25 декабря 1983 |
| 9                | «Соло для Гостей Sólo pro Návštěvníky»             | Йиндржих Полак | Ота Хофман, Йиндржих Полак | 26 декабря 1983 |
| 10               | «Чрезвычайная ситуация Stav nouze»                 | Йиндржих Полак | Ота Хофман, Йиндржих Полак | 31 декабря 1983 |
| 11               | «Будет завтра Stane se zítra»                      | Йиндржих Полак | Ота Хофман, Йиндржих Полак | 7 января 1984   |
| 12               | «Деньги от звёзд Peníze z hvězd»                   | Йиндржих Полак | Ота Хофман, Йиндржих Полак | 14 января 1984  |
| 13               | «Раскрыты Prozrazení»                              | Йиндржих Полак | Ота Хофман, Йиндржих Полак | 21 января 1984  |
| 14               | «После нас — потоп Po nás potopa»                  | Йиндржих Полак | Ота Хофман, Йиндржих Полак | 28 января 1984  |
| 15               | «Назад в будущее Návrat do budoucnosti»            | Йиндржих Полак | Ота Хофман, Йиндржих Полак | 4 февраля 1984  |
| 16 (специальный) | «В гостях у Гостей Návštěva u Návštěvníků»         | Йиндржих Полак | Ота Хофман, Йиндржих Полак | 11 февраля 1984 |

## Съёмки
- В 1977 году Ота Хофмна и Йиндржих Полак написали рассказ об Адаме Бернау, начав экранизацию этого рассказа в 1980 году на киностудии Баррандов.
- Художником по костюмам был Теодор Пиштек, будущий обладатель премии «Оскар»; художником декораций был Збинек Глох, а за редактирование снимок и фотомонтаж отвечал Ян Шванкмайер.
- В 1984 году на пластинке LP Supraphon 1113 3473H вышел саундтрек к фильму авторства Карела Свободы. На пластинке также был саундтрек к фильму «Летающий Честмир», к которому также писал музыку Свобода. Саундтрек переиздан на CD компанией Czechoslovak Universal в 2004 году.
- В 1986 году вышла новая семисерийная версия, в которой первые три серии объединили в одну, а последующие объединяли блоками по две. В немецком дубляже были заменены имена у некоторых героев. 15-серийная версия, в которой главного героя зовут академик Рихард, вышла в 2000 году на Чешском телевидении; 7-серийная выходила в 1990-е годы.
- Вдова профессора Яна Филипа подавала в суд на авторов сериала за то, что те якобы использовали фамилию мужа с целью кого-то оскорбить. Именно по этой причине был проведён повторный дубляж, где героя назвали Рихардом[5].
- На роль доктора Мишеля пробовался Яромир Ганзлик, на роль родителей Бернау — Павел Зедничек[6] и Дагмар Вешкрнова, на роль Эмилии Фернандес — Зора Яндова (сыграла эпизодическую роль медсестры в больнице)[7].
- Съёмки фильма проходили в городе Пелгржимов[8][9] с 22 июня 1981 года в течение 8 последующих недель. Аттракционы работали бесплатно для местных жителей, поскольку расходы брала на себя съёмочная группа. Специально были разработаны номерные знаки KC для вымышленного города Каменице[10].
- Пруд Бейшовец, который «испарился» благодаря действиям Гостей и потом появился с помощью Адама — Панский пруд около деревни Невеклов. Съёмка наводнения велась с помощью семи камер в искусственном русле реки в Брандисе-над-Лабем, где обычно тренировались гребцы на байдарках и каноэ. На съёмках чуть не травмировалась Хелена Рожичкова, когда на неё чуть не упала конструкция гаража.
- Для съёмок сгорающего дома семьи Бернау группа арендовала в Брно-Жиденицах дом №4 по улице Брафовой и в течение трёх недель вела съёмки пожаров[11]. В наши дни на том месте находится перекрёсток улиц Жабовржеской и Хоровой, а дом, где жила семья Лабус, сохранился и в наши дни (дом № 9 по улице Брафовой).
- В сериале задействованы 85 персонажей, 1856 эпизодов, 4357 актёров массовки, 72 внешних мотива, 16 декораций в реальном времени и 28 в студиях, 540 специальных снимков. Съёмки шли три года, 7,5 часов было затрачено на редактирование фильма, отснято 12,5 км плёнки.
- В последнем эпизоде была снята с четырёх камер и только с третьего дубля сцена падения и взрыва цистерны: для съёмок применялась цистерна Tatra 148. На первом дубле она не перевернулась и спокойно проехала, а на втором дубле чуть не попала в оператора[11].
- Автомобиль «Нива», который был транспортным средством главных героев, был доставлен в двух экземплярах от немецких сопродюсеров съёмочной группе, третий попал на киностудию Баррандов. Однако покупать топливо иностранцы могли только с использованием ваучеров в магазинах Tuzex. Немцы выделили 6 тысяч немецких марок съёмочной группе, что потом отметила группа[12].
- В Национальном киноархиве Чехии[13] хранятся два сценария 1981 года «Гости — Экспедиция Адам 84» и «Гости — Назад в будущее», а также 13 технических сценариев с марта 1981 года. Изначально планировалось включить всего 13 эпизодов, а не 15.
- Фильм вышел в прокат в Венгрии, Югославии, Польше, Румынии, Болгарии и Испании.